# Dmitriy Lukyanov
Dmitriy Lukyanov (né le 9 mars 1993 à Kostanaï) est un coureur cycliste kazakh.

## Palmarès sur route

### Par année
- 2015
  - 2e du championnat du Kazakhstan sur route

### Classements mondiaux
| Année         | 2014 | 2015 |
| ------------- | ---- | ---- |
| UCI Asia Tour | 427e | 111e |

## Palmarès sur piste

### Championnats du monde
- Minsk 2013
  - 13e de la poursuite par équipes